# Ливий (трибун 146 пр.н.е.)
Вижте пояснителната страница за други личности с името Ливий.
Ливий (на латински: Livius) е политик на Римската република от средата на 2 век пр.н.е. Произлиза от фамилията Ливии.
През 146 пр.н.е. той е народен трибун. Тази година консули са Гней Корнелий Лентул и Луций Мумий Ахаик, който е известен с разрушаването на Коринт през 146 пр.н.е. и по нареждане на Сената жителите са продадени в робство, а богатствата на изкуството са закарани в Рим.